# Convenció negociada

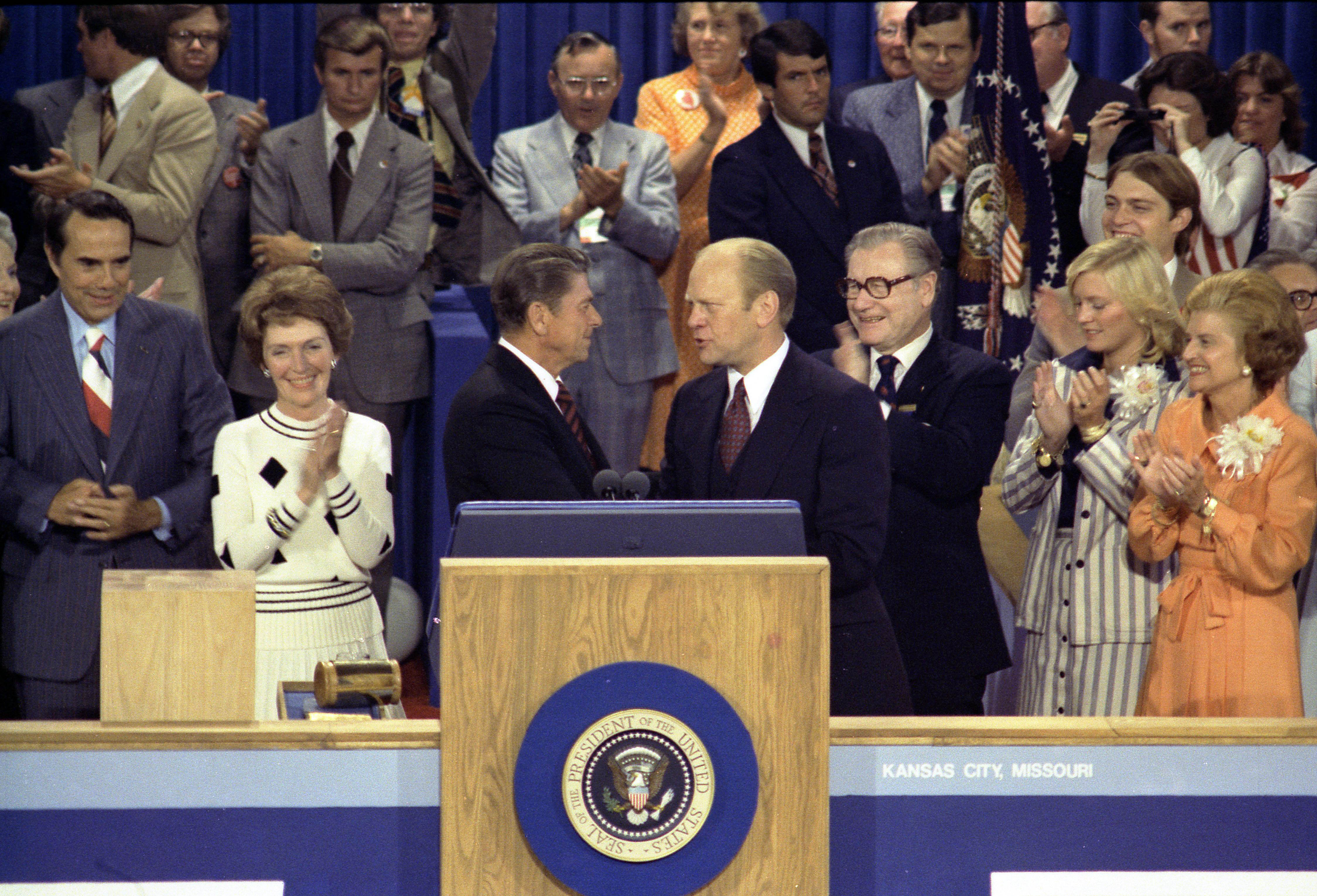
El president en funcions Gerald Ford nominat en la Convenció Nacional Demòcrata de 1976 i l'aspirant Ronald Reagan en l'última convenció disputada de la història dels Estats Units

En el sistema electoral dels Estats Units, en les eleccions presidencials primàries s'elegeixen delegats compromesos que voten pels candidats a la nominació dels seus partits per a les eleccions presidencials subsegüents. Les votacions es realitzen en convencions de nominació presidencials on no només assisteixen els delegats compromesos sinó també els delegats no compromesos si les regles dels partits dels estats n'assignen alguns. Per rebre la nominació del partit, el candidat a la presidència ha d'aconseguir la majoria absoluta dels vots.
Si cap delegat ha aconseguit la majoria absoluta de delegats compromesos o dels possibles vots totals, llavors la convenció es coneix com a convenció disputada (contested convention, en anglès), on els candidats proven d'aconseguir el suport dels delegats no compromesos per tal d'aconseguir la majoria absoluta dels vots abans de la primera votació. Si això no és possible i cap candidat no aconsegueix guanyar durant la primera votació, llavors la convenció es coneix com a convenció negociada (brokered convention) o convenció oberta (open convention). En les votacions següents de la convenció, els candidats compromesos tenen aleshores la llibertat de votar pel candidat que vulguin. En aquests casos hi ha moltes negociacions i intercanvis de vots, fins que un candidat aconsegueix la majoria absoluta dels vots. En una convenció negociada qualsevol candidat pot aconseguir la nominació, no necessàriament el candidat que hagi rebut la majoria simple dels vots durant les primàries.
L'última convenció disputada va ser la Convenció Nacional Republicana de 1976 quan el president Gerald Ford i Ronald Reagan, un candidat conservador insurgent, van arribar a la convenció de la ciutat de Kansas sense aconseguir la majoria absoluta. Gerald Ford va aconseguir prou suport dels delegats no compromesos per a guanyar durant la primera votació. L'última convenció negociada va ser la Convenció Nacional Demòcrata de 1952, quan el senador de Tennessee Estes Kefauver va aconseguir la majoria dels delegats, però no va aconseguir la majoria absoluta dels vots en la primera votació. Després de tres votacions, el governador Adlai Stevenson va guanyar la majoria absoluta.